# 庫熱涅爾區
56°45′29″N 48°44′13″E / 56.758°N 48.737°E
庫熱涅爾區（俄语：Куженерский район），是俄羅斯的一個區，位於該國西部，由馬里埃爾共和國負責管轄，面積852平方公里，2010年人口14,556，人口密度每平方公里17.08人。